# Битва при Рамле (1105)
Третья битва при Рамле — сражение между крестоносцами Иерусалимского королевства и войском Фатимидов из Египта, произошедшее в 1105 году.
Так же, как и в первой битве в 1101 году, крестоносцы имели пехоту и конницу, были разделены на отряды и оказались практически окружены. Фатимидам помогала армия Тогтекина из Дамаска. Арьергард войск Балдуина отбил атаку дамаскцев, а затем, вместе с авангардом, нанёс сокрушительный удар Фатимидам.
Несмотря на поражение, египтяне не перестали устраивать набеги на Иерусалимское королевство. Следующим крупным сражением между Фатимидами и крестоносцами стала битва при Ибне в 1123 году.